# Charles Abel (Papouasie-Nouvelle-Guinée)
Pour les articles homonymes, voir Charles Abel et Abel (homonymie).
Charles Kauvu Abel, né en septembre 1969, est un homme politique papou-néo-guinéen.

## Biographie
Il est l'arrière-petit-fils d'un missionnaire britannique également nommé Charles Abel, et le petit-neveu de Cecil Abel, l'un des pionniers de la vie politique de la Papouasie-Nouvelle-Guinée. Son père, Sir Christopher Abel, est le président inaugural de l'assemblée provinciale de la Baie de Milne, tandis que sa mère est une femme autochtone de cette région,,. Scolarisé dans une école luthérienne du Queensland, en Australie, Charles Kauvu Abel obtient une licence d'Économie de l'université du Queensland, et devient comptable. 
Il entre au Parlement national comme député d'Alotau en 2007, sans étiquette politique. Il rejoint le Parti de l'alliance nationale peu après et est nommé ministre de la Culture et du Tourisme dans le gouvernement de Sir Michael Somare. À ce poste, il signe un accord avec la Chine faisant de la Papouasie-Nouvelle-Guinée une destination autorisée par Pékin pour les touristes chinois. Il occupe cette fonction d'août 2007 à juillet 2010 avant de rejoindre les bancs de l'opposition. En août 2011 il devient ministre du Commerce et des Industries dans le gouvernement de Peter O'Neill. En 2012, c'est avec l'étiquette du parti Congrès national populaire, celui de Peter O'Neill, qu'il est réélu député. Il est le ministre de la Planification nationale durant toute la législature 2012-2017,.
À l'issue des élections de 2017 qui reconduisent le gouvernement O'Neill, il est nommé vice-Premier ministre et ministre du Trésor public. En mai 2019, il rejoint l'opposition, l'aidant à obtenir une majorité parlementaire et à former un nouveau gouvernement. Il est fait ministre des Finances et du Développement rural par le nouveau Premier ministre James Marape, mais est démis de ces fonctions lors d'un remaniement ministériel en novembre.